# Hinterm Mond gleich links
Hinterm Mond gleich links (Originaltitel: 3rd Rock from the Sun) ist eine 139-teilige US-amerikanische Sitcom, die von 1996 bis 2001 produziert wurde.

## Inhalt
Vier Außerirdische machen eine Exkursion zur Erde und finden sich in den „sterblichen“ und „zerbrechlichen“ Körpern von Menschen wieder. Sie sollen im Auftrag des Oberhauptes ihres Planeten, dem „Großkopfträger“, die Verhaltensweisen und Gewohnheiten der Menschen studieren. Dabei müssen sie sich mit zahlreichen Problemen auseinandersetzen.
Es fällt ihnen schwer, sich im menschlichen Alltag zurechtzufinden. Immer wieder geraten sie in aberwitzige Situationen. Erfahrungen mit Hormonen, Gefühlen, Empfindungen und körperlichen Gebrechen machen ihren Auftrag nicht gerade leichter.
Die Serie nimmt die menschliche Spezies und ihre Eigenheiten, die den außerirdischen Serienhelden (trotz theoretischer Vorbereitung) völlig unbekannt sind, aufs Korn. Die Serie lebt von dem Aufeinandertreffen zweier völlig unterschiedlicher Kulturen, woraus immer wieder bizarre Situationen resultieren.

## Hauptfiguren
Leiter der Mission ist der High Commander Dr. Dick Solomon. Er steckt im Körper eines etwa 50-jährigen Mannes, der einen Lehrstuhl für Physik an der örtlichen Pendelton State University innehat. Da auf seinem Heimatplaneten der Stand der physikalischen Forschung sehr viel höher ist als auf der Erde, stellt er seinen Studenten oft unlösbare Aufgaben. Sein „Charme“ und sein tollpatschiges Verhalten bringen ihn in so manche Zwickmühle.
Sally ist der Vice Commander der Mission, der sich zu seinem anfänglichen Missvergnügen in einem weiblichen Menschenkörper wiederfindet. Da sie eine sehr attraktive Blondine ist, lernt sie schnell, ihr gutes Aussehen bei jeder Möglichkeit einzusetzen. Sie fungiert als Sicherheitsoffizierin. Später geht sie eine Beziehung mit dem Police Officer Don Orville ein, an dem sie vor allem seine Uniform ausgesprochen attraktiv findet.
Tommy ist eigentlich der Älteste der Mission, aber er muss als zu Beginn der Serie 14-jähriger Teenager alle Facetten der Pubertät kennenlernen. Ansonsten ist der Kommunikationsoffizier der Intelligenteste der Truppe. Er verliebt sich in seine Lehrerin, die er auch immer wieder fragt, ob sie nicht seine Frau werden wolle. Tommy hat auch eine Freundin, mit der es des Öfteren zum Streit kommt, da er die meisten Verhaltensregeln auf der Erde entweder missversteht oder falsch anwendet.
Harry ist ein ca. 25-jähriger Mann, der ein Gerät in seinem Kopf hat, welches den Kontakt zwischen Erde und Heimatplaneten ermöglicht. Er selber bekommt diese Nachrichten nicht mit, da er bei einer bestehenden Verbindung kurzzeitig in Trance verfällt. Er ist ein großer „Akte X“-Fan, obwohl er die meisten Folgen der Serie als „etwas zu außerirdisch“ abtut. Er macht meist einen verwirrten und albernen Eindruck, dennoch ist er ein Frauenheld.
Dr. Mary Albright ist Professorin für Anthropologie und die Kollegin von Dick an der Universität, mit dem sie sich das Büro teilt. Sie übt auf ihn eine gewisse Faszination aus und er versucht, mit ihr anzubandeln. Mary und Dick verbindet schon bald eine sehr tiefe Freundschaft.

## Wiederkehrende Nebenfiguren
- Nina Campbell (Simbi Khali, Synchronsprecherin: Martina Treger) ist die Assistentin von Mary Albright und Dick Solomon. Sie ist eine eher zynische, aber trotzdem liebenswerte Person.
- Mamie Dubcek (Elmarie Wendel, Synchronsprecherinnen: Hannelore Fabry, Luise Lunow) ist die freundliche Vermieterin der Solomons. Sie tritt in der Serie eher selten auf, daher wird ihre Darstellerin im Vorspann meist als Gaststar aufgeführt.
- Vicki Dubcek (Jan Hooks) ist die Tochter der Vermieterin und wird im Laufe der Serie Harrys Geliebte.
- August Leffler (Shay Astar, Synchronsprecherin: Ranja Bonalana) ist Tommys erste Freundin.
- Don Orville (Wayne Knight, Synchronsprecher: Frank Ciazynski), ein korpulenter Polizist, wird Sallys Freund. Er ist Sally gegenüber sehr loyal und ist dazu noch unsterblich in sie verliebt. Wenn Don seine Uniform trägt, erregt er Sally unheimlich, was in späteren Folgen zu einem Running Gag wird. So ist es auch Don, der Sally auf der Erde entjungfert. Zweifellos nutzt Don aber auch seine polizeilichen Privilegien, um sich persönliche Vorteile zu verschaffen. Don gehört in den späteren Staffeln zur Stammbesetzung.
- Alissa Strudwick (Larisa Oleynik, Synchronsprecherin: Dascha Lehmann) ist Tommys zweite Freundin und die Tochter von Dr. Strudwick.
- Dr. Strudwick (Ron West) ist Physik-Professor und ein Konkurrent von Dick.
- Leon (Ian Lithgow, Synchronsprecher: Oliver Siebeck), Bug (David DeLuise, Synchronsprecher: Dennis Schmidt-Foß), Pitman (Chris Hogan, Synchronsprecher: Rainer Fritzsche) und Caryn (Danielle Nicolet, Synchronsprecherin: Viktoria Voigt) sind vier der Studenten, die Jahr für Jahr im Physikkurs von Dick sitzen.
- Der Großkopfträger (auch „König des Universums“, Synchronsprecher: Gerhard Paul) ist Dicks, Sallys, Harrys und Tommys oberster Boss. Er ist ein Eroberer, der nach Aussage von Sally, Dick und Tommy zahlreiche Welten unterworfen hat (und nebenbei soll er nach Aussage der Hauptpersonen auch die Dinosaurier auf der Erde ausgelöscht haben). In menschlicher Gestalt wird er von William Shatner dargestellt. Später wird bekannt, dass der Grosskopfträger auch Dicks Vater ist und dass Dick das Produkt einer Affäre des Großkopfträgers war.

## Gast-Auftritte
Einen Gast- oder Cameo-Auftritt hatten in der Serie unter anderem:
- Christine Baranski spielte die Wissenschaftlerin Dr. Sonja Umdahl, die Dick umgarnte.
- Kathy Bates spielte eine Alien-Jägerin.
- Richard Belzer sowie die Darsteller aus Saturday Night Live Ana Gasteyer, Tracy Morgan und Darrell Hammond spielten sich selbst im New York eines Paralleluniversums.
- John Cleese spielte einen Außerirdischen, der mehrfach die Welt vernichten wollte.
- Enrico Colantoni spielte Marys Student.
- Billy Connolly spielte einen Inspektor beim Kriminalmörderspiel.
- Elvis Costello spielte sich selbst auf der Abschiedsparty der Solomons.
- Bryan Cranston spielte Sallys Verabredung im Casino nach ihrer Trennung von Don.
- Cindy Crawford, Angie Everhart und Irina Pantaeva spielten außerirdische Schönheiten, die die Weltherrschaft übernehmen wollten.
- Die frühere WWE Wrestlerin Chyna spielte eine Polizistin.
- Alan Cumming spielte einen „Lochexperten“, der Dick und Harry aus einem Schacht rettete.
- Olivia d’Abo spielte Andrea, die ihren Freund verlässt und von Harry getröstet wird.
- Lane Davies spielte den neuen Kanzler der Universität, den Dick bestreikte.
- Jonathan Frakes spielte mit seiner Ehefrau Genie Francis ein Paar in der Serie, die sich zum Pärchenabend mit Dick und Mary trafen.
- Ana Gasteyer spielte Dicks Psychiaterin.
- Mark Hamill spielte sich selbst und wird von Sally verprügelt.
- David Hasselhoff spielte einen Schönheitschirurgen.
- Laurie Metcalf spielte Dr. Jennifer Ravelli, eine Professorin für Vergleichende Literaturwissenschaft, die mit Dick ausging. Laurie Metcalf bekam eine Emmy-Nominierung.
- Megan Mullally spielte Marys Schwester Renata.
- Dennis Rodman spielte sich selbst und entpuppte sich als Außerirdischer.
- Kurtwood Smith spielte Dicks vermeintlichen Cousin.
- Elaine Stritch spielte Mary Albrights Mutter Martha.
- Brenda Strong spielte eine Gesangs-Lehrerin von Thommy.
- George Takei spielte sich selbst auf einem SciFi-Treffen.
- Roseanne Barr spielte eine Außerirdische und Nichte des Großkopfträgers.
- Lauren Graham spielte eine Studentin von Dick.
- Emily Osment spielte eine Grundschülerin, die ein Gedicht in der Schule vortrug.

## Auszeichnungen
Für den Emmy war die Serie achtmal nominiert, fünf Auszeichnungen konnte die Produktionscrew in Empfang nehmen. Zudem erhielt die Serie noch diverse weitere Auszeichnungen.

## Trivia
- Fast alle Folgentitel bestehen im Original aus Wortspielen mit dem Namen „Dick“ (von seiner Bedeutung her sowohl eine Abkürzung für den Namen Richard – als auch Bezeichnung für den Penis).
- Der Originaltitel 3rd Rock from the Sun ist eine Anspielung auf das Lied „Third Stone From The Sun“ von Jimi Hendrix.
- Fast alle Episoden enden damit, dass alle oder einige Protagonisten auf dem Dach ihres Hauses sitzen, um die Geschehnisse der Folge zu reflektieren.
- Der Student Leon aus Dr. Solomons Physikkurs, den Dick immer wieder als unfähig bezeichnet und den er auch sonst gerne beleidigt, wird von Ian Lithgow gespielt, John Lithgows Sohn.
- Die Namen der männlichen Protagonisten spielen auf die Phrase Tom, Dick and Harry an, die englische Entsprechung von „Hinz und Kunz“.
- In der Folge „Mission in Gefahr (1)“ holt die Crew den Großkopfträger vom Flughafen ab. Dieser erzählt, dass er vor seinem Fenster eine Kreatur gesehen hat, die das Flugzeug demolierte, was Dick damit kommentiert, dass ihm das Gleiche passiert sei. Dies ist eine Anspielung auf die Folge „Portrait eines ängstlichen Mannes (Nightmare at 20,000 Feet)“ der Serie Twilight Zone, sowie den Film zur Serie Unheimliche Schattenlichter, in der ein Remake der Folge auftauchte. In der Originalfolge spielte Shatner (Der Großkopfträger) den titelgebenden Mann, im Remake Lithgow (Dick).

## Einzelbelege
1. ↑  Liste der Preise in der Internet Movie Database